# Город грехов
«Го́род грехо́в» (англ. Sin City) — цикл графических новелл (комиксов) американского писателя и художника Фрэнка Миллера.
Цикл представляет собой сложно организованную последовательность притч с напряжёнными криминальными сюжетами и чётко выраженными нравственными посылами.
Сюжеты новелл часто переплетаются, а главные герои одних историй цикла оказываются второстепенными героями других.
Действие цикла разворачивается в вымышленном городе Бэйсин-Сити, который был основан как перевалочный пункт на пути золотоискателей, где они могли продать добычу и отдохнуть с девочками — отсюда и прилепившееся к Бэйсин-Сити прозвище «Город грехов» (от англ. Basin City — Sin City). Город разрастался, не теряя, тем не менее, славы столицы порока. С момента основания и до нашего времени он оставался одним из самых опасных городов Америки. У власти в нём находятся насквозь коррумпированные политики, которые делят сферы влияния с мафиозными кланами при попустительстве продажной полиции. Сердцем Бэйсин-Сити остаётся «Старый Город» — квартал публичных домов, порядок в котором поддерживают вооружённые отряды проституток. Они готовы отстаивать свою независимость до последнего, и ни мафия, ни полиция не осмеливается вмешиваться в их дела.
Герои новелл Миллера — люди обычно весьма малоприятные. Жизнь в Порочном Городе приучила их к цинизму и жестокости. Однако Город создаёт такие ситуации, когда персонажи с неизбежностью демонстрируют самые сокровенные и глубокие человеческие качества. Кого-то из них ведёт по сюжету чувство вины, кого-то — любовь, кого-то — желание защитить слабого. Город принимает это как жертву, но остаётся безжалостен — как правило, сюжеты новелл Миллера избавлены от счастливых финалов. Одержав личную нравственную победу, герой оказывается не в силах изменить мир в целом и погибает.
Графическое решение произведений цикла — преимущественно чёрно-белое и резко контрастное, стиль отрисовки варьируется от нарочито-небрежного с нарушением пропорций фигур и предметов, иногда доходящего до схематичного, до скрупулёзного, максимально детализированного. Лишь с новеллы «Эта жёлтая мразь» Миллер начинает использовать цвет, обычно лишь один оттенок на всё произведение, выделяющий какого-то персонажа или связанную с ним деталь — цвет глаз, волос, одежды и т. п.
В книгах цикла, что необычно для жанра графической новеллы, довольно много текста, который в большинстве случаев подаётся в виде внутреннего монолога протагониста.

## Книги
В цикле вышли следующие новеллы (и изданы на русском языке):
1. «Трудное прощание» / The Hard Goodbye; эпизодами в Dark Horse 5th Anniversary Special и Dark Horse Presents #51-62 в 1991—1992 годах, отдельное издание в 1993 году под названием Sin City.
2. «Женщина, за которую стоит убивать» / A Dame to Kill For; выпусками в 1993—1994 годах.
3. «Резня по высшему классу» / The Big Fat Kill; выпусками в 1994—1995 годах.
4. «Тот жёлтый ублюдок» / That Yellow Bastard; выпусками в 1996 году.
5. «Семейные ценности» / Family Values; сразу отдельным изданием в 1997 году.
6. «В ад и обратно (История любви в Городе грехов)» / Hell and Back (a Sin City Love Story); выпусками в 1999—2000 годах.

Кроме того, в цикл входит целый ряд небольших по объёму (от трёх до нескольких десятков страниц) произведений, выходивших в разные годы и составивших сборник «Бухло, бабы и пули» (Booze, Broads & Bullets). Издан на русском языке как 6-й выпуск серии («В ад и обратно» — как 7й).
В 2005 году издательством «Амфора» был выпущен перевод на русский язык первого романа цикла, выполненный Дмитрием Пучковым («Гоблином»). Переиздание первого, а также переводы второго и третьего романов цикла, вышли в 2013 году. В 2014 году на русском языке выпущен четвёртый, пятый, шестой и седьмой тома цикла.

## Экранизации
В 2005 году на экраны вышел фильм «Город грехов», поставленный Робертом Родригесом и Фрэнком Миллером при участии Квентина Тарантино. Фильм состоит из трёх новелл, в основу которых положены графические романы «Трудное прощание», «Большая смачная резня», «Эта жёлтая мразь», кроме того короткие пролог и эпилог к фильму сняты по короткой новелле «Клиент всегда прав» (англ. The Customer Is Always Right). Фильм получил широкий резонанс. В августе 2014 года вышло в прокат его продолжение «Город грехов 2: Женщина, ради которой стоит убивать», поставленное по роману «Женщина, за которую стоит убивать» с добавлением ещё двух специально написанных Миллером сюжетных линий. В качестве пролога использована новелла «Ещё одна субботняя ночь» (англ. Just Another Saturday Night).
| Русское название                                    | Дата релиза     | Режиссёры                                         | Сценарист    | Продюсеры                                                                                          |
| --------------------------------------------------- | --------------- | ------------------------------------------------- | ------------ | -------------------------------------------------------------------------------------------------- |
| Город грехов                                        | 1 апреля 2005   | Роберт Родригес, Фрэнк Миллер и Квентин Тарантино | Фрэнк Миллер | Элисабет Авельян, Фрэнк Миллер и Роберт Родригес                                                   |
| Город грехов 2: Женщина, ради которой стоит убивать | 22 августа 2014 | Роберт Родригес и Фрэнк Миллер                    | Фрэнк Миллер | Роберт Родригес, Аарон Кауфман, Стивен Л’Орё, Сергей Беспалов, Александр Роднянский и Марк Мануэль |

#### Новеллы, показанные в дилогии
| Город грехов                   | Город грехов 2: Женщина, ради которой стоит убивать |
| ------------------------------ | --------------------------------------------------- |
| Клиент всегда прав (пролог)    | Ещё одна субботняя ночь                             |
| Тот жёлтый ублюдок (начало)    | Долгая ужасная ночь (начало)                        |
| Трудное прощание               | Женщина, ради которой стоит убивать                 |
| Резня по высшему качеству      | Долгая ужасная ночь (окончание)                     |
| Тот жёлтый ублюдок (окончание) | Последний танец Нэнси                               |
| Клиент всегда прав (эпилог)    | —                                                   |

#### Хронология[1]
1. Тот желтый ублюдок — Часть 1
2. Тот желтый ублюдок — Часть 2
3. Женщина, ради которой стоит убивать
4. Долгая ужасная ночь
5. Последний танец Нэнси
6. Трудное прощание — Часть 1
7. Резня по высшему качеству
8. Клиент всегда прав — Часть 2
9. Трудное прощание — Часть 2

Автономные
1. Клиент всегда прав — Часть 1 (Хронологически вписывается в любое место временной шкалы.)
2. Ещё одна субботняя ночь (Хронологически вписывается в любое место временной шкалы, между событиями «Тот желтый ублюдок — Часть 1» и «Трудное прощание».)

Хронологические ошибки
1. Арка Нэнси. Нэнси все еще является танцовщицей в «Трудном прощании» (в этой новелле погибает Марв), и у нее еще нет шрамов, полученных в «Последнем танце Нэнси». Во время событий которого она с живым еще Марвом мстят сенатору Рорку.
2. Манут умирает дважды. Манут, ранее убитый Авой Лорд в новелле «Женщина, ради которой стоит убивать», погибает еще раз от руки Дуайта в новелле «Резня по высшему качеству».

### Нереализованный триквел
Роберт Родригес планировал использовать седьмой сюжет — «В ад и обратно» цикла «Город грехов» как главную историю в фильме «Город грехов 3», который должен был получить соответствующий подзаголовок «В ад и обратно».
Родригес видел в роли главного героя сюжета, ветерана войны Уолласа актёра Джонни Деппа, который также выразил интерес к участью в работе.